# Miejski System Informacji (Warszawa)

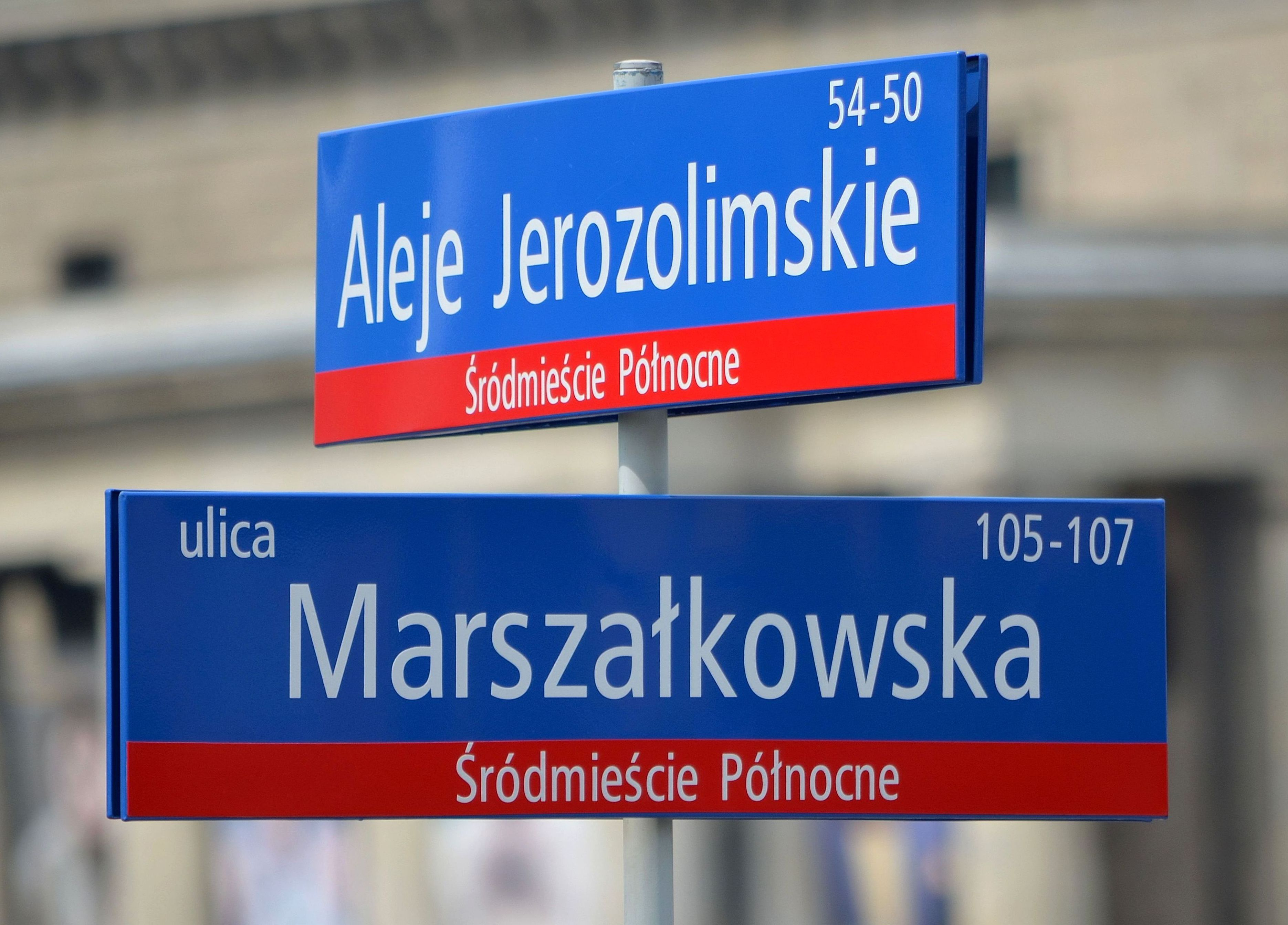
Przykład oznakowania skrzyżowania

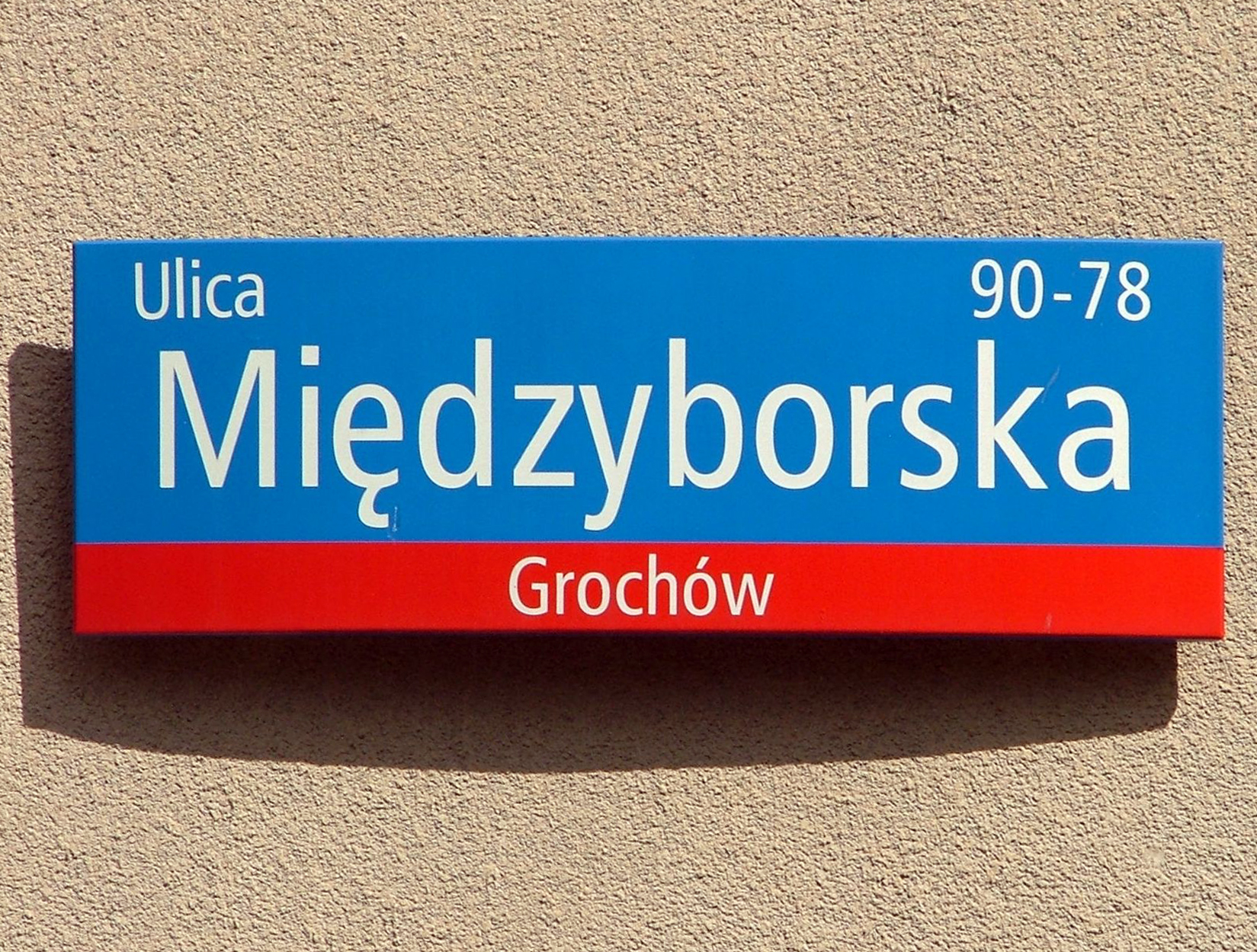
Oznakowanie ulicy – tabliczka umieszczona na budynku mieszkalnym

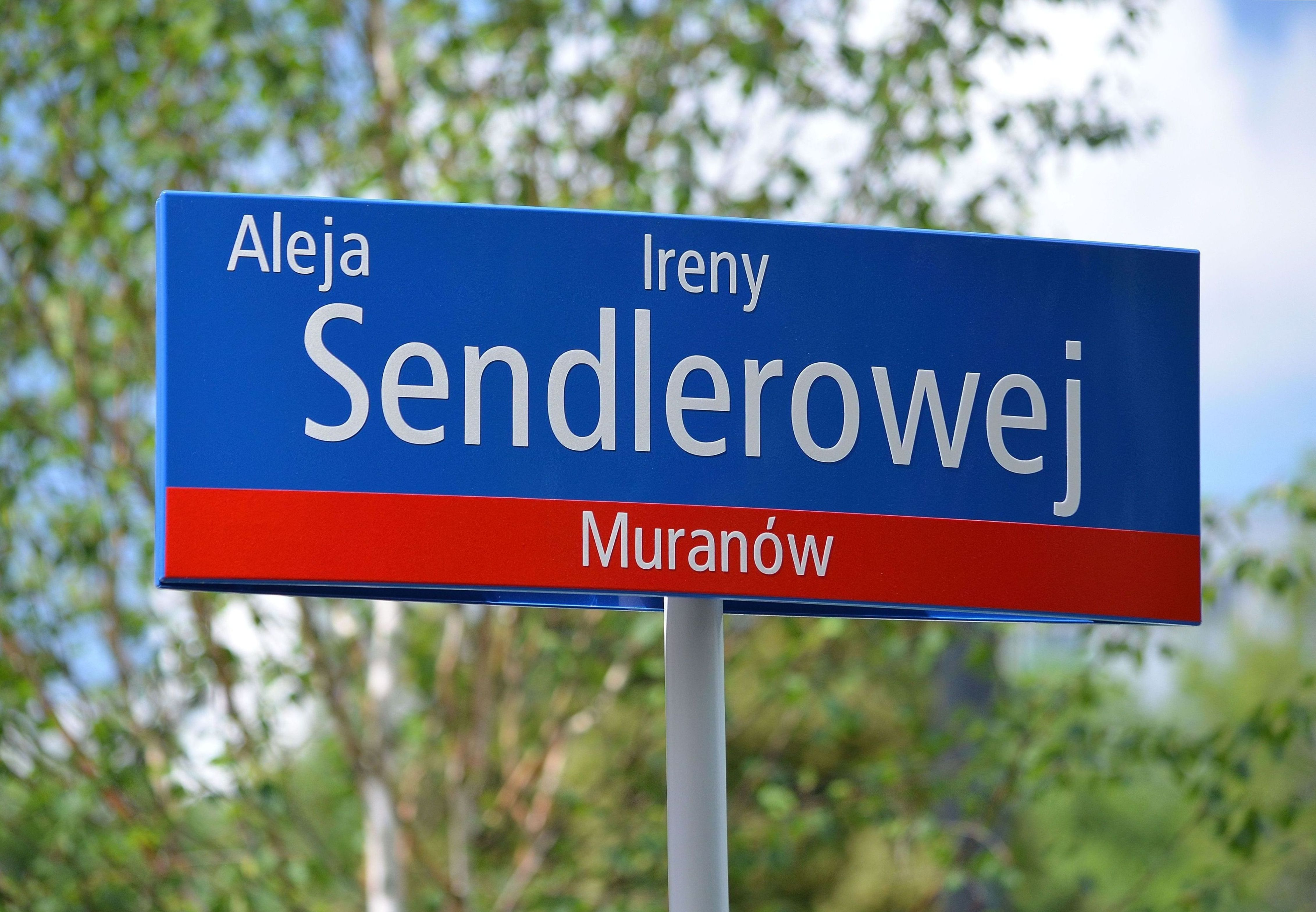
Oznakowanie ulicy – tabliczka umieszczona na słupku

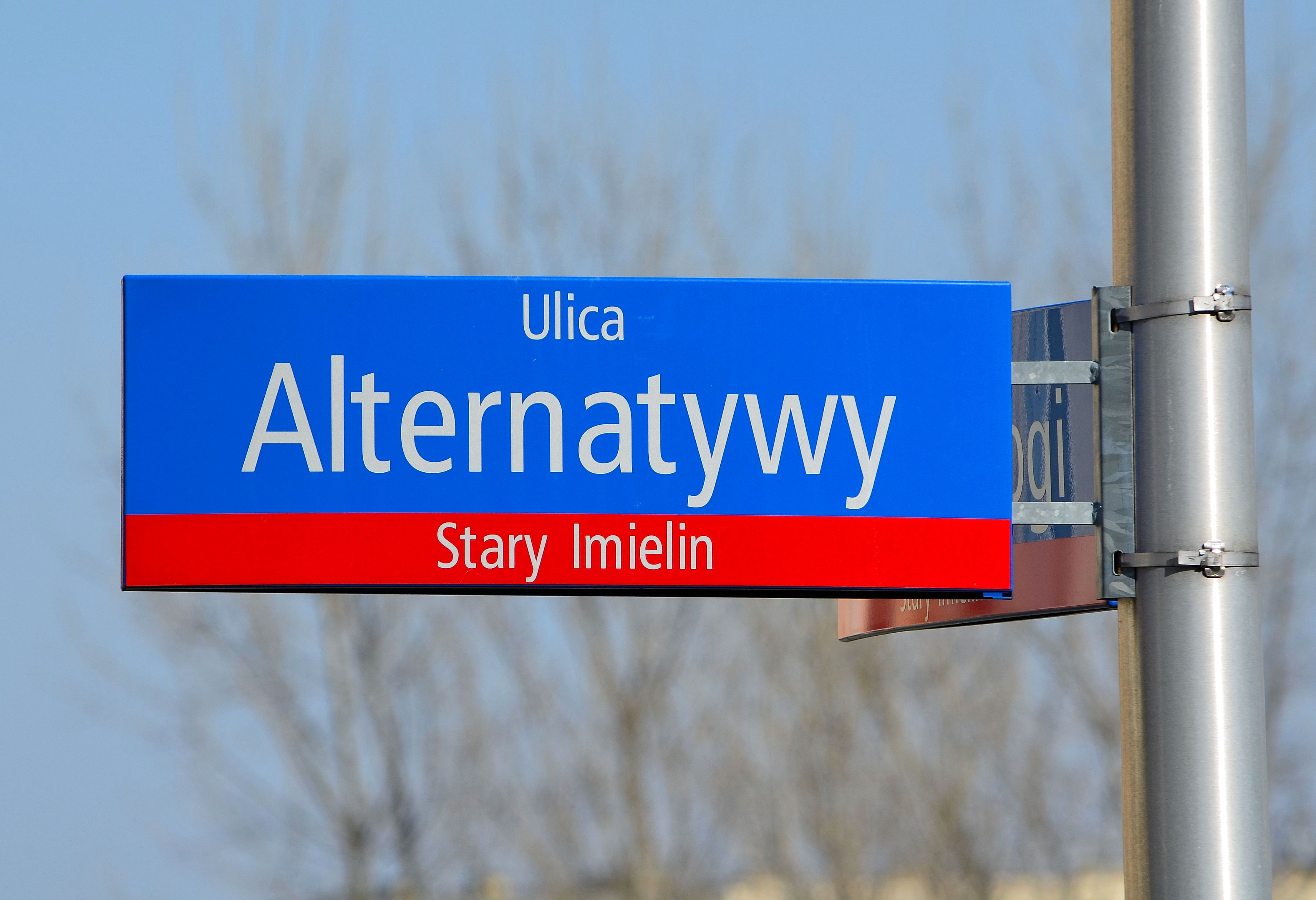
Oznakowanie ulicy – tabliczka umieszczona na latarni

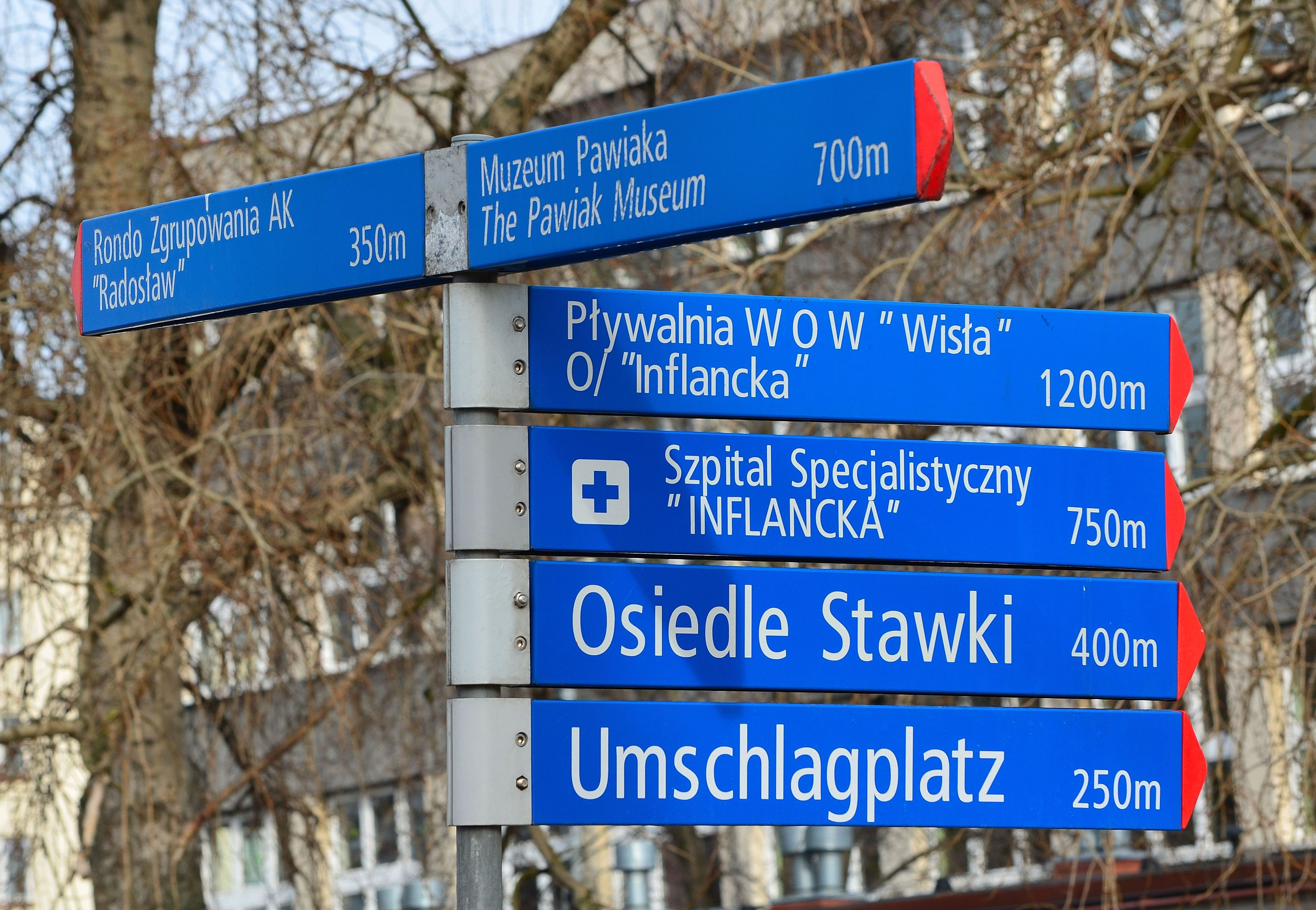
Słupek z informacją kierunkującą dla pieszych przy skrzyżowaniu alei Jana Pawła II i Stawek

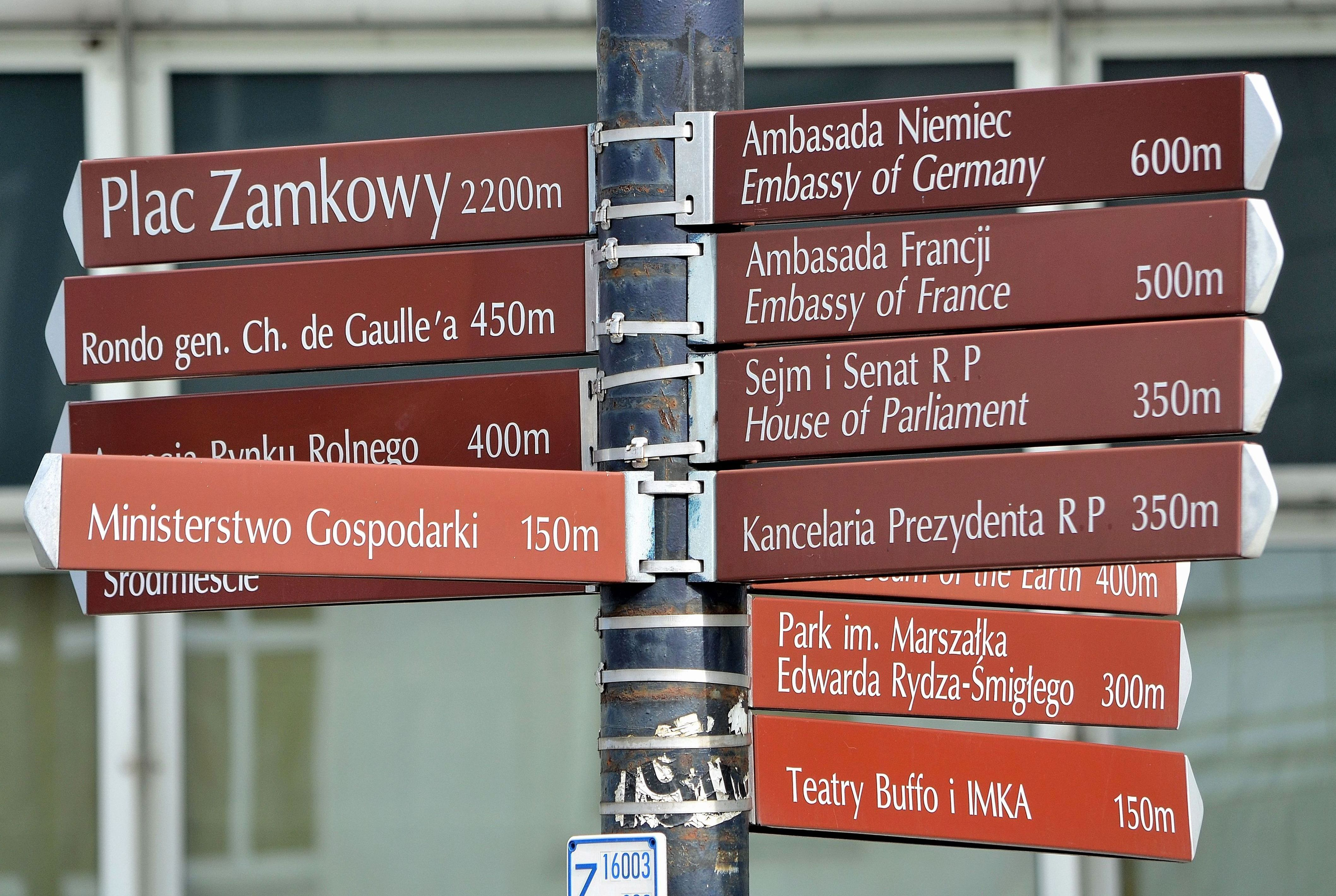
Słupek z informacją kierunkującą dla pieszych na Trakcie Królewskim (plac Trzech Krzyży)

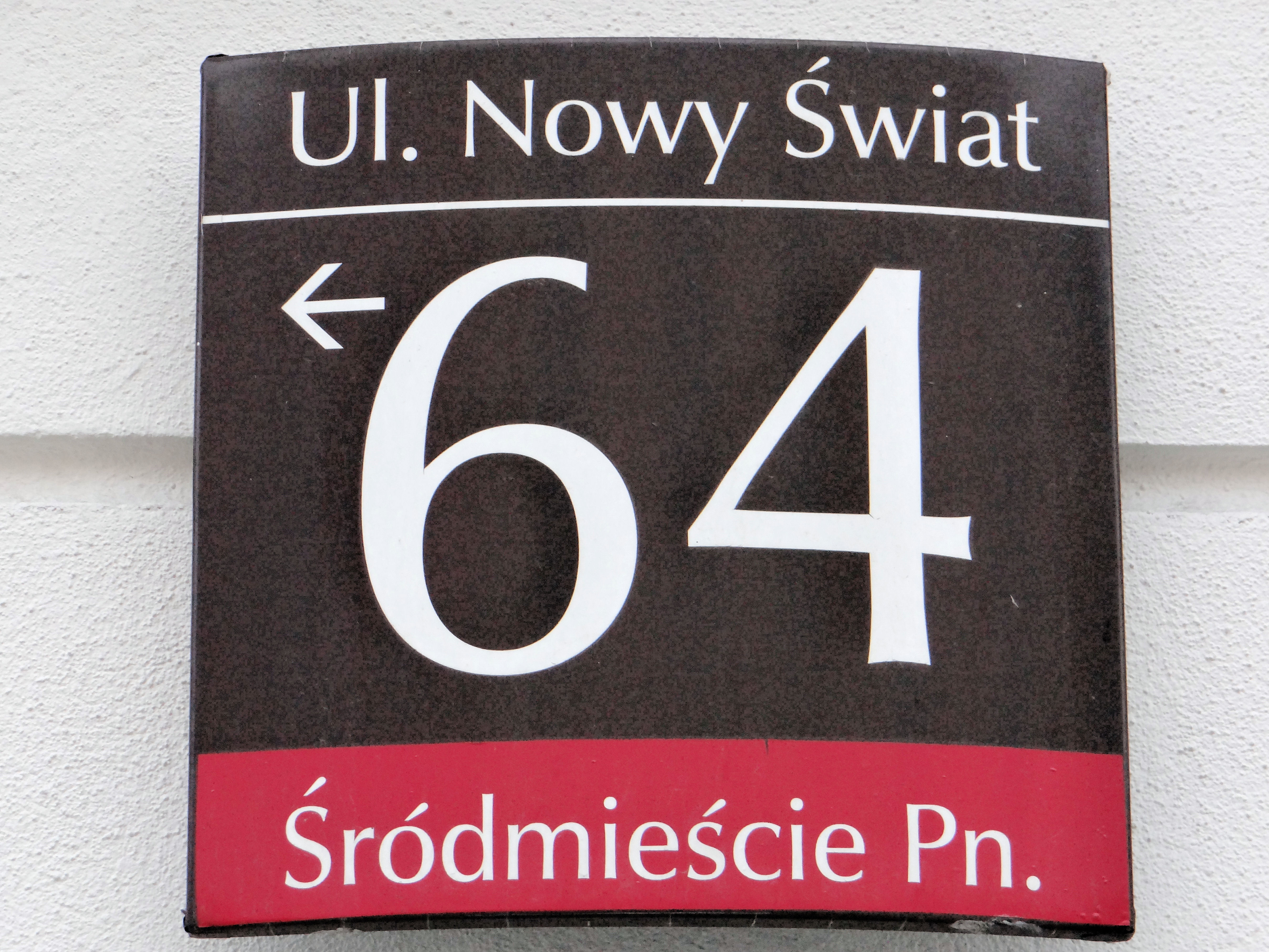
Przykład oznakowania domu na Trakcie Królewskim

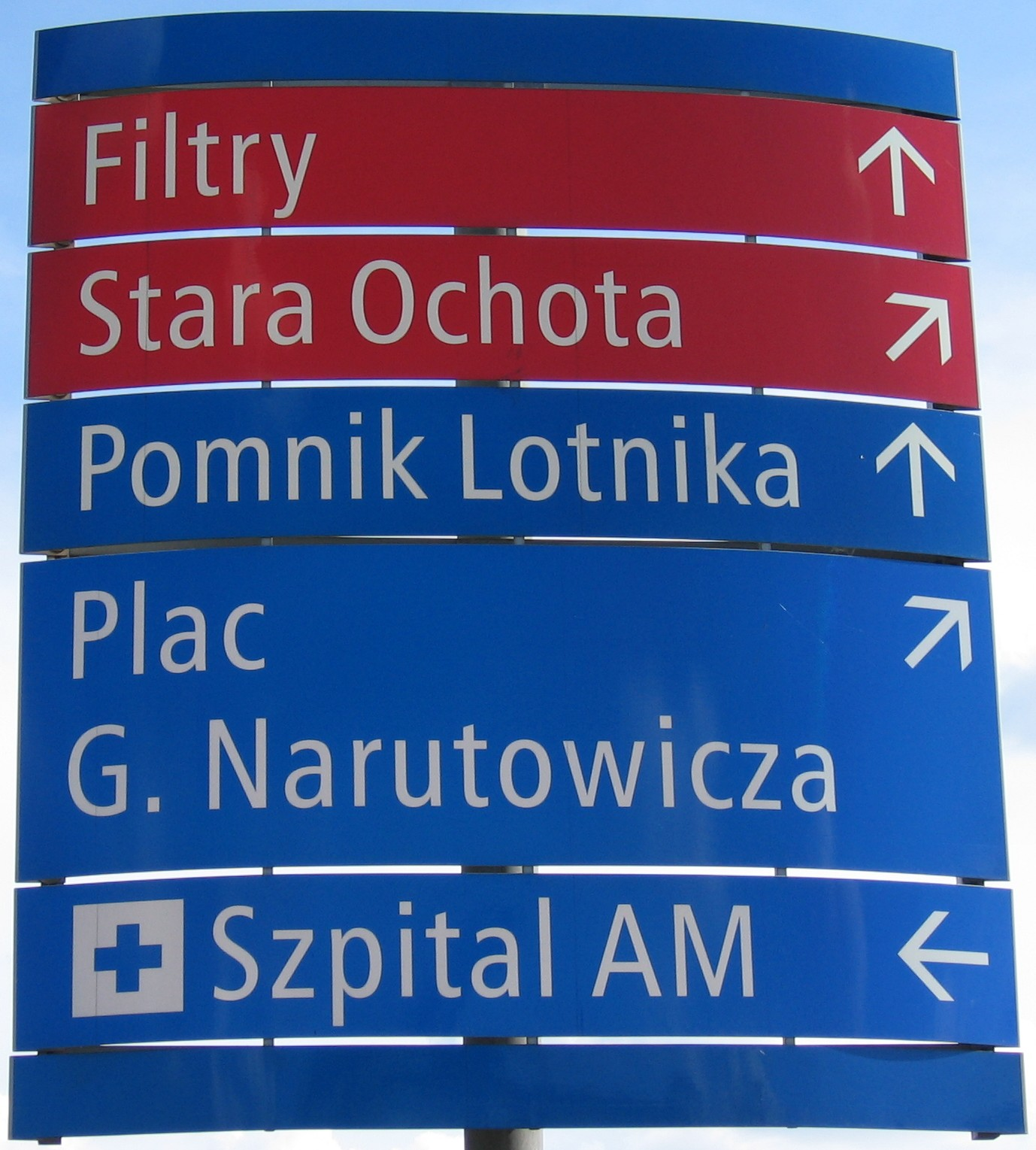
Tablica rozprowadzająca do obszarów i obiektów

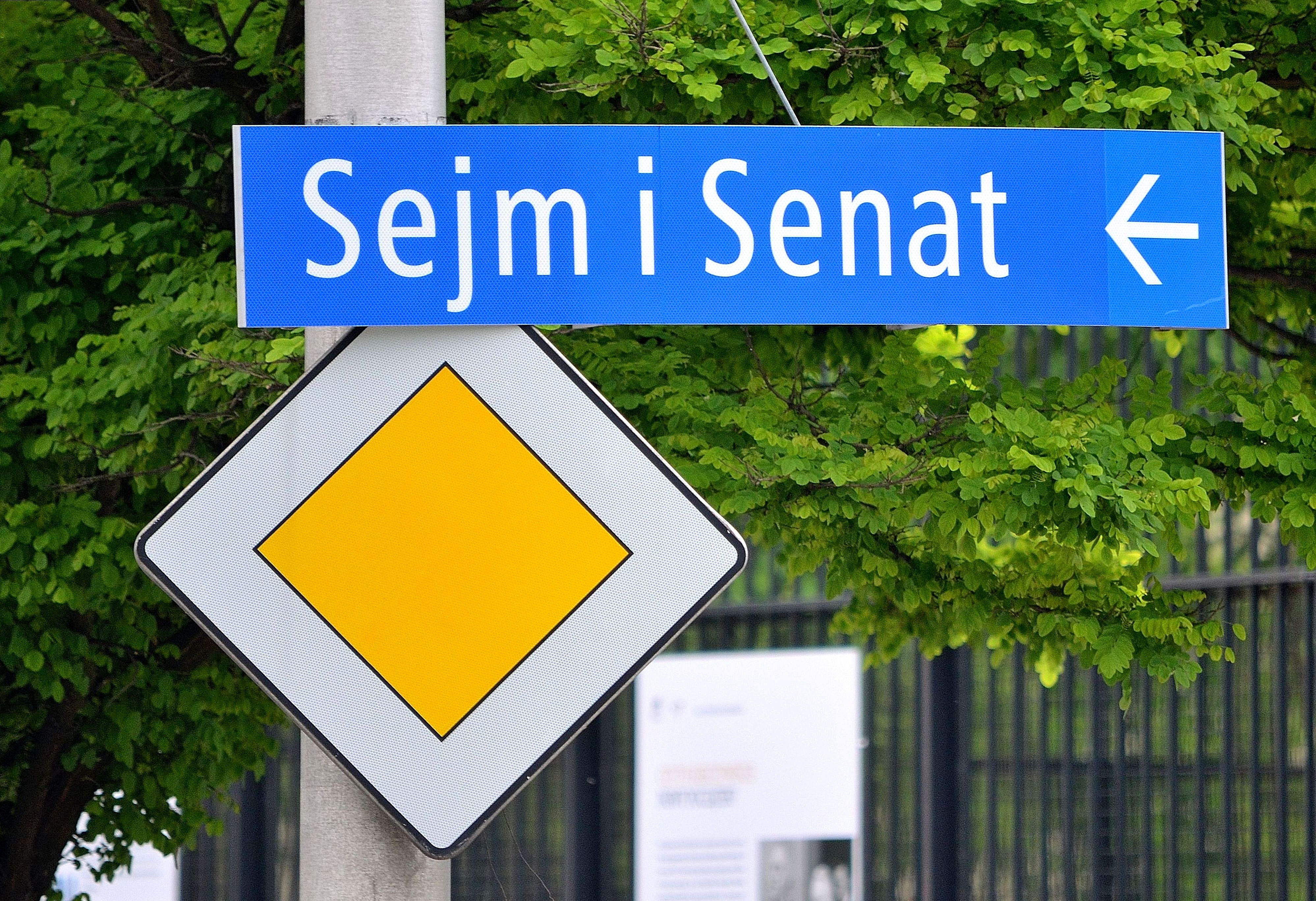
Tablica pojedyncza kierująca do ważnych obiektów (ul. Piękna)

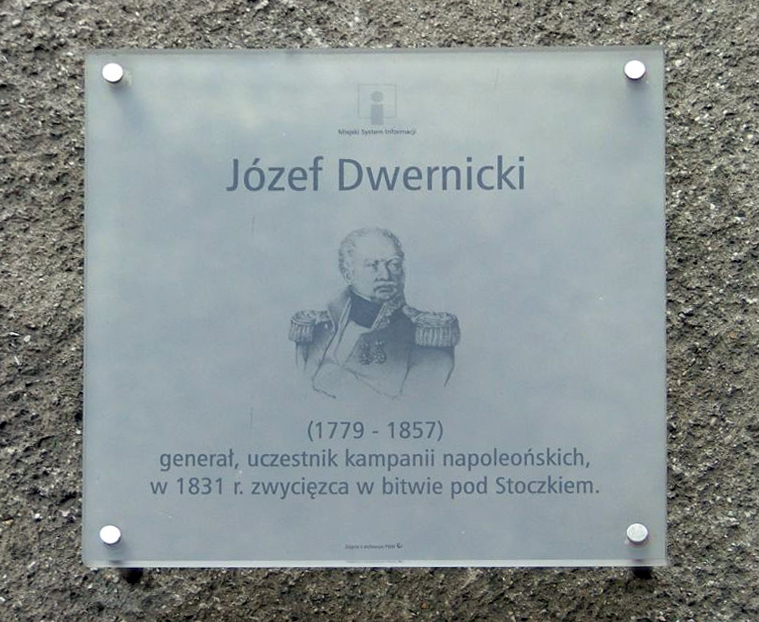
Poliwęglanowa tablica z informacją o patronie ulicy

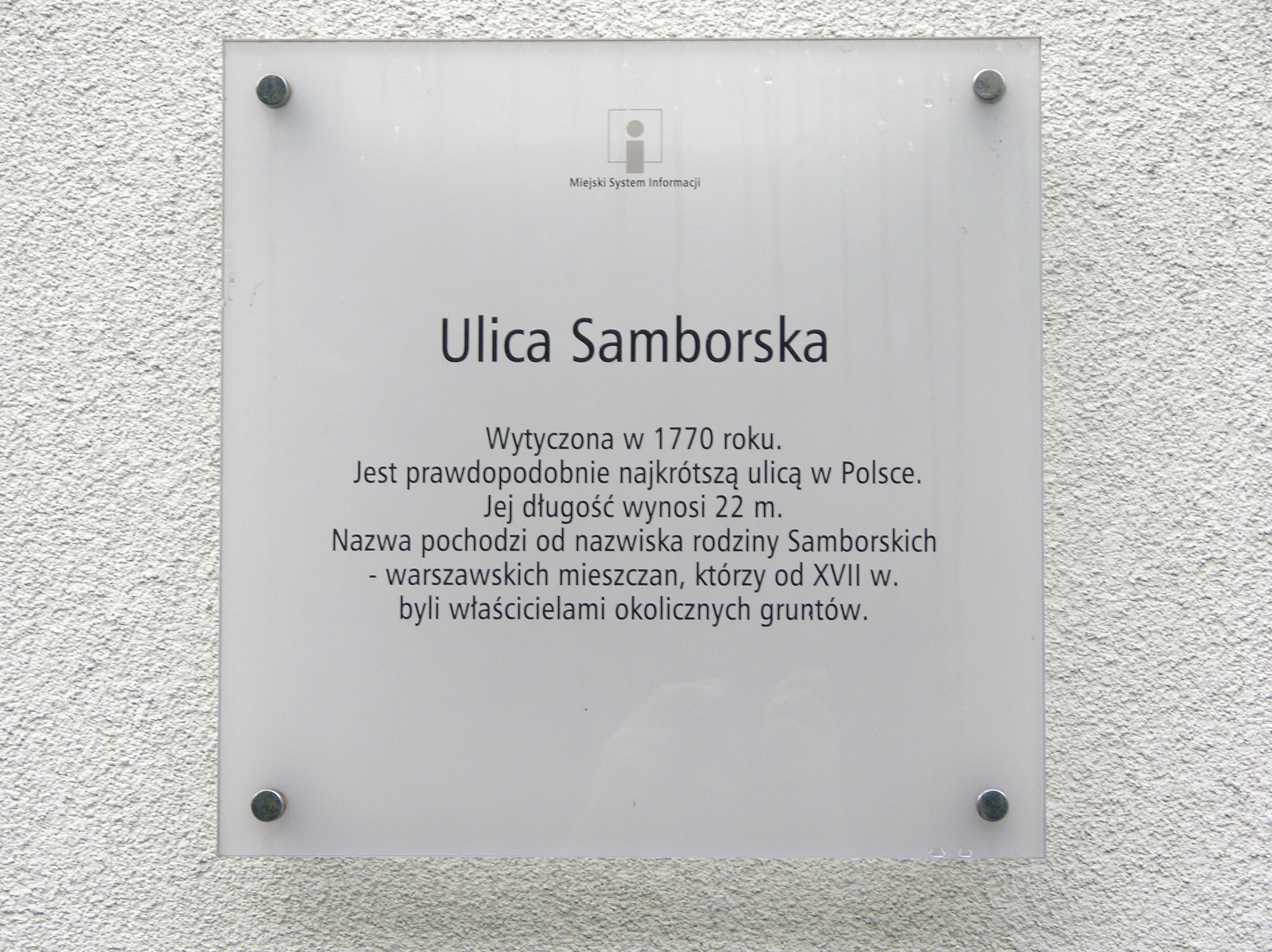
Poliwęglanowa tablica z informacją o ulicy

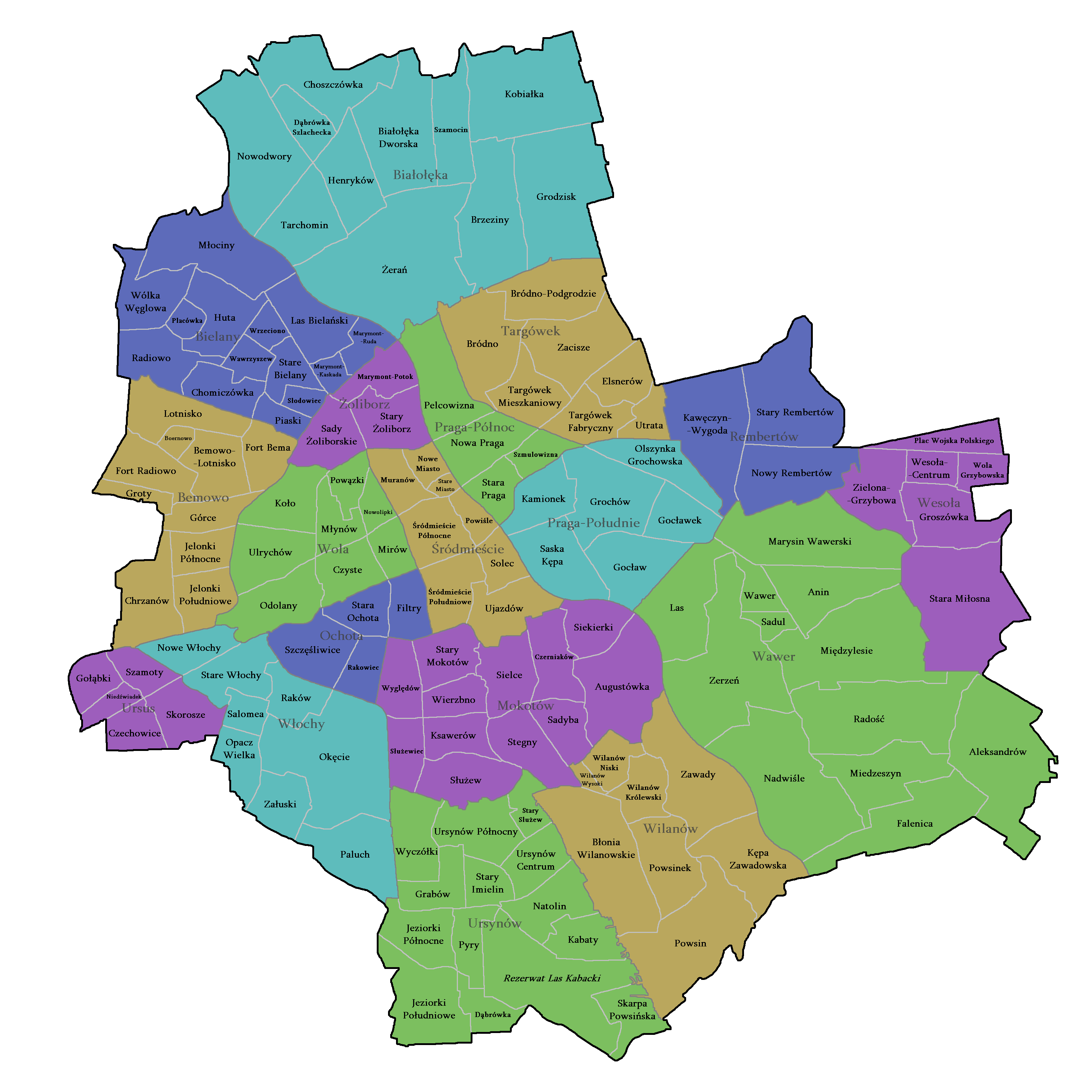
Podział Warszawy na jednostki MSI

Miejski System Informacji w Warszawie – system lokalnego oznakowania miasta stołecznego Warszawy. Uwzględnia 18 dzielnic podzielonych na obszary.

## Historia
MSI został zaprojektowany przez Towarzystwo Projektowe: Grzegorz Niwiński, Jerzy Porębski, Michał Stefanowski (we współpracy z Martą Kusztrą, Konradem Majkowskim i Albertem Salamonem) w latach 1996–1998, a zrealizowany w latach 1997–2002. Ustanowiono go uchwałą nr 389/XXXVI/96 z dnia 19 września 1996 r. Rady Gminy Warszawa-Centrum. Na mocy tej uchwały wprowadzony został również podział Gminy Centrum na obszary, których nazwy widnieją na czerwonych panelach elementów Miejskiego Systemu Informacji (często mylnie kojarzonych przez mieszkańców jako nazwy osiedli). 
W przypadku Starego Miasta i Traktu Królewskiego kolor niebieski na tablicach zastąpiono brązowym.
Z biegiem lat, podczas wdrażania Systemu w całej Warszawie, kolejne jej gminy (obecnie dzielnice) dokonywały analogicznych podziałów.
MSI jest zarządzany przez stołeczny Zarząd Dróg Miejskich.

## Elementy oznakowania
Oznakowanie MSI jest przedstawione głównie na charakterystycznych, niebiesko-czerwonych tablicach i tabliczkach. W skład systemu wchodzą:
- aluminiowe tablice z nazwami ulic;
- aluminiowe tablice z numerami budynków;
- aluminiowe tablice z granicami dzielnic;
- duże, aluminiowe tablice wskazujące drogę do dzielnic, ulic i innych punktów Warszawy;
- słupki, na których mogą znajdować się:
  - tabliczki z nazwami ulic;
  - strzałki wskazujące drogę m.in. do najbliższej toalety, telefonu, poczty itp.;
  - tabliczki wskazujące kierunek do urzędów, zabytków, ambasad itp.;
  - tabliczki informujące o strefie płatnego parkowania;
- poliwęglanowe tablice z informacjami dotyczącymi patronów ulic, placów i skwerów lub z pochodzeniem ich nazw;
- duże, podświetlane punkty informacyjne z planami i informacjami dotyczącymi dzielnic, osiedli, ulic i traktów.

W 2022 roku system składał się z ok. 95 350 elementów.

## Kontrowersje
Problemami MSI są:

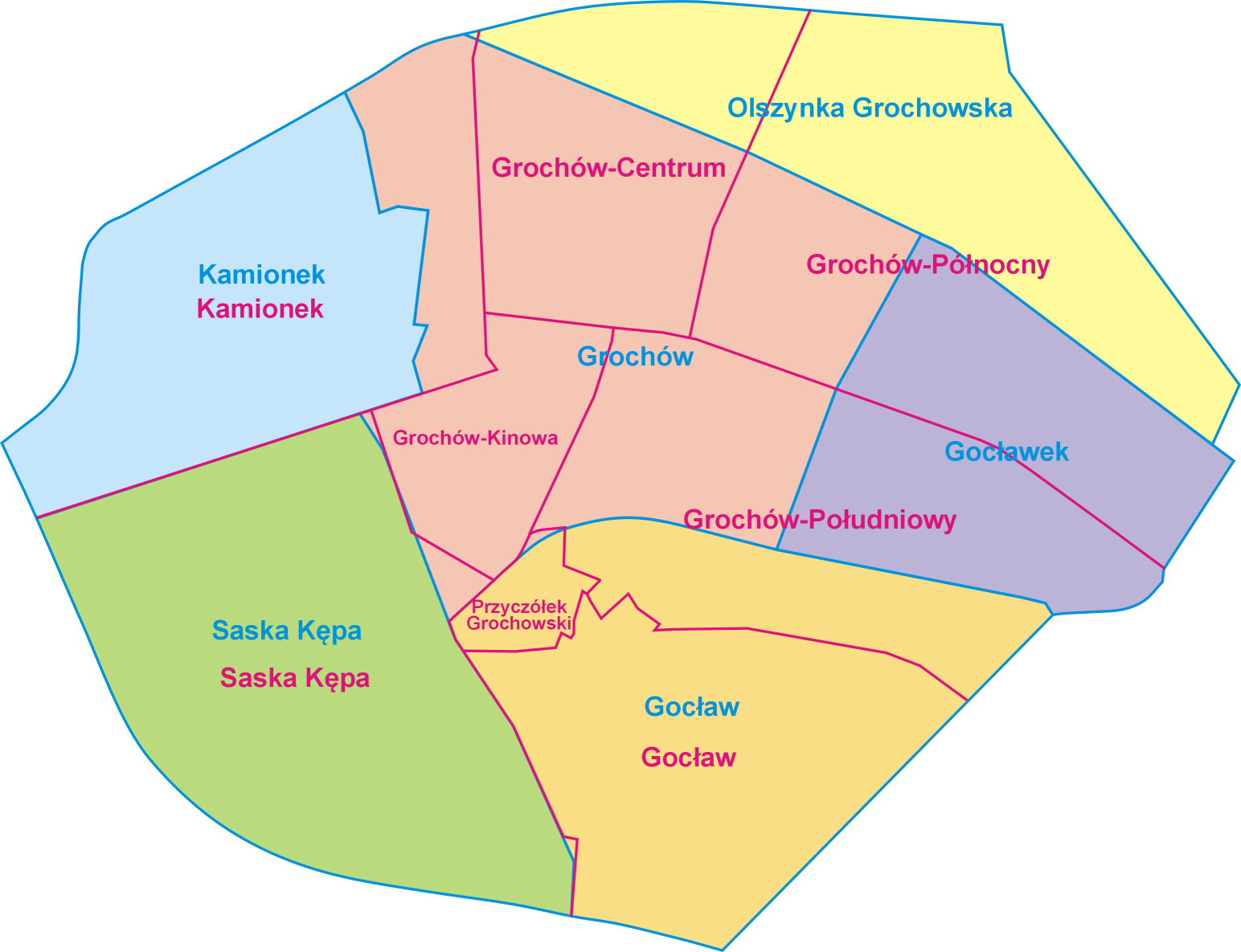
Przykład dużych niezgodności podziału MSI względem podziału administracyjnego (osiedla Pragi Południe)

- niezgodność z podziałem terytorialnym miasta według TERYT;
- niezgodności dotyczące lokalizacji i nazw obszarów z nazwami i granicami historycznymi[3].

## Dzielnice

### Praga-Północ
Podział według MSI:
- Nowa Praga
- Pelcowizna
- Stara Praga
- Szmulowizna

Pelcowizna to faktycznie jedynie północna część obszaru rejonu MSI o tej samej nazwie, w części centralnej znajdują się Śliwice, a w południowej Golędzinów. Na Szmulowiźnie, w okolicach wału i torów kolejowych wyróżnia się Michałów.

### Praga-Południe
Podział według MSI:
- Gocław
- Gocławek
- Grochów
- Kamionek
- Olszynka Grochowska
- Saska Kępa

W granicach Saskiej Kępy znalazł się mniejszy rejon Kępa Gocławska. Wschodnią granicę Grochowa wyznaczono nieprawidłowo – część dzielnicy została oznakowana jako Gocławek, który faktycznie rozpoczyna się w okolicach ulicy Olszynki Grochowskiej. W granicach obszaru MSI Gocławek włączono również Witolin – część składową Grochowa. Do obszaru Olszynka Grochowska włączono Kozią Górkę (niegdyś Kozia Górka Grochowska).

### Targówek
Podział według MSI:
- Elsnerów
- Bródno
- Bródno-Podgrodzie
- Targówek Fabryczny
- Targówek Mieszkaniowy
- Zacisze
- Utrata

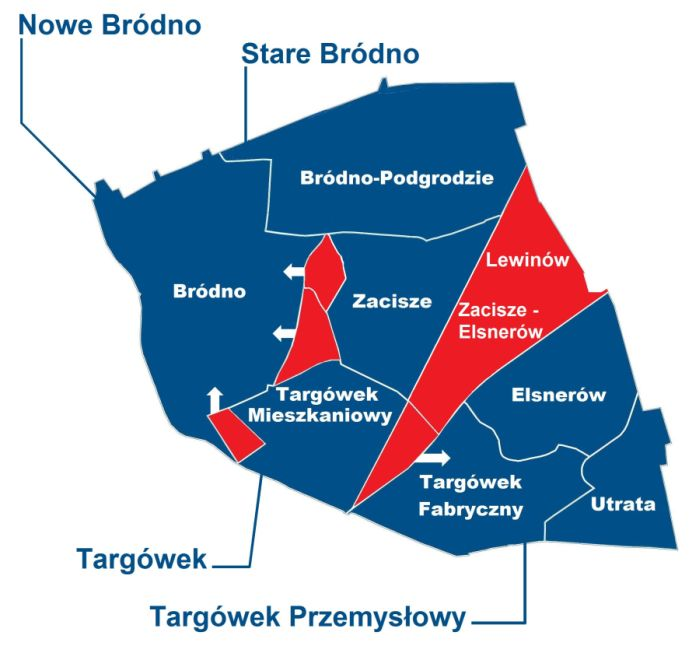
Miejski System Informacji a stan rzeczywisty

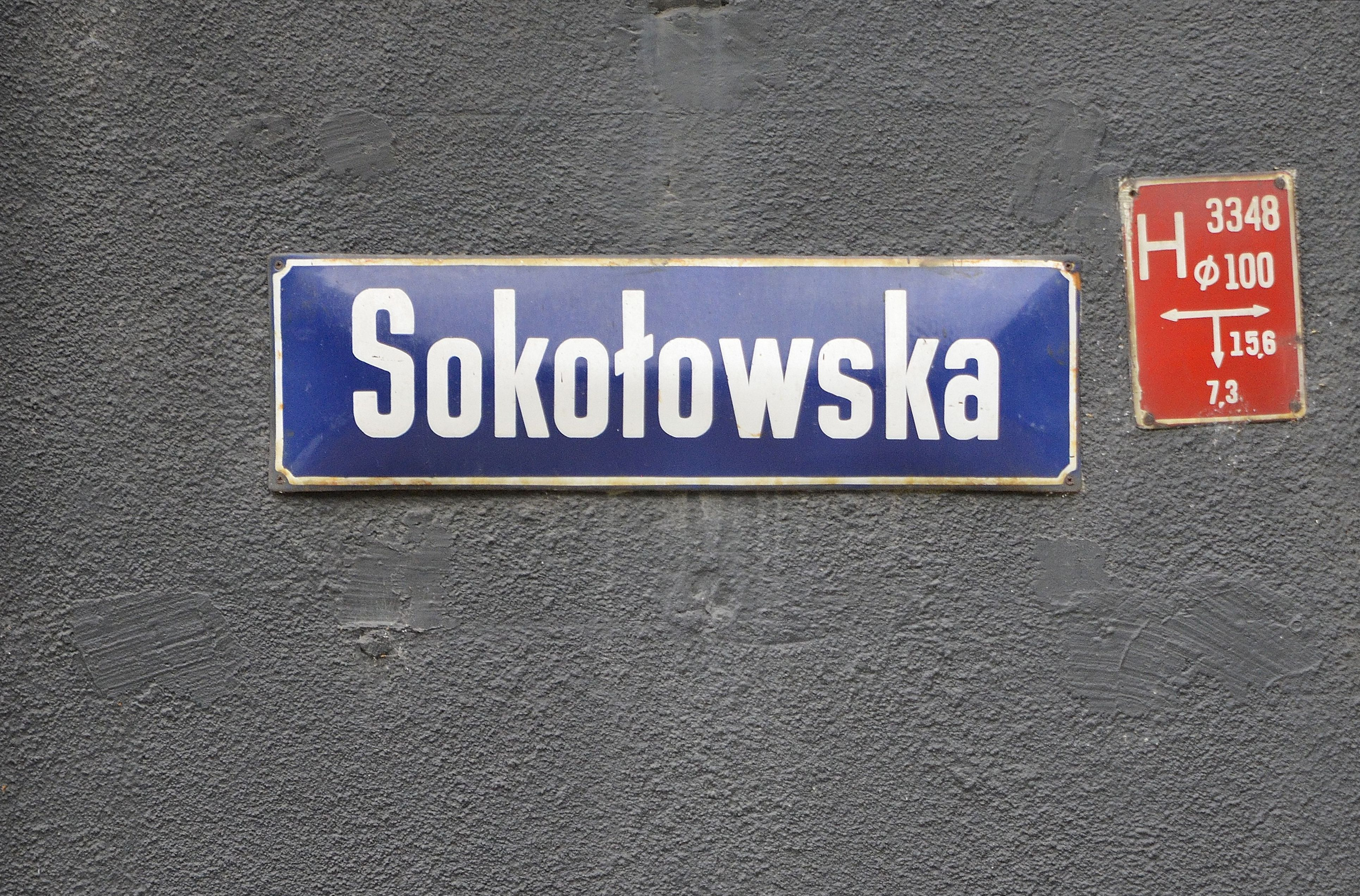
Przykład tablicy z nazwą ulicy...

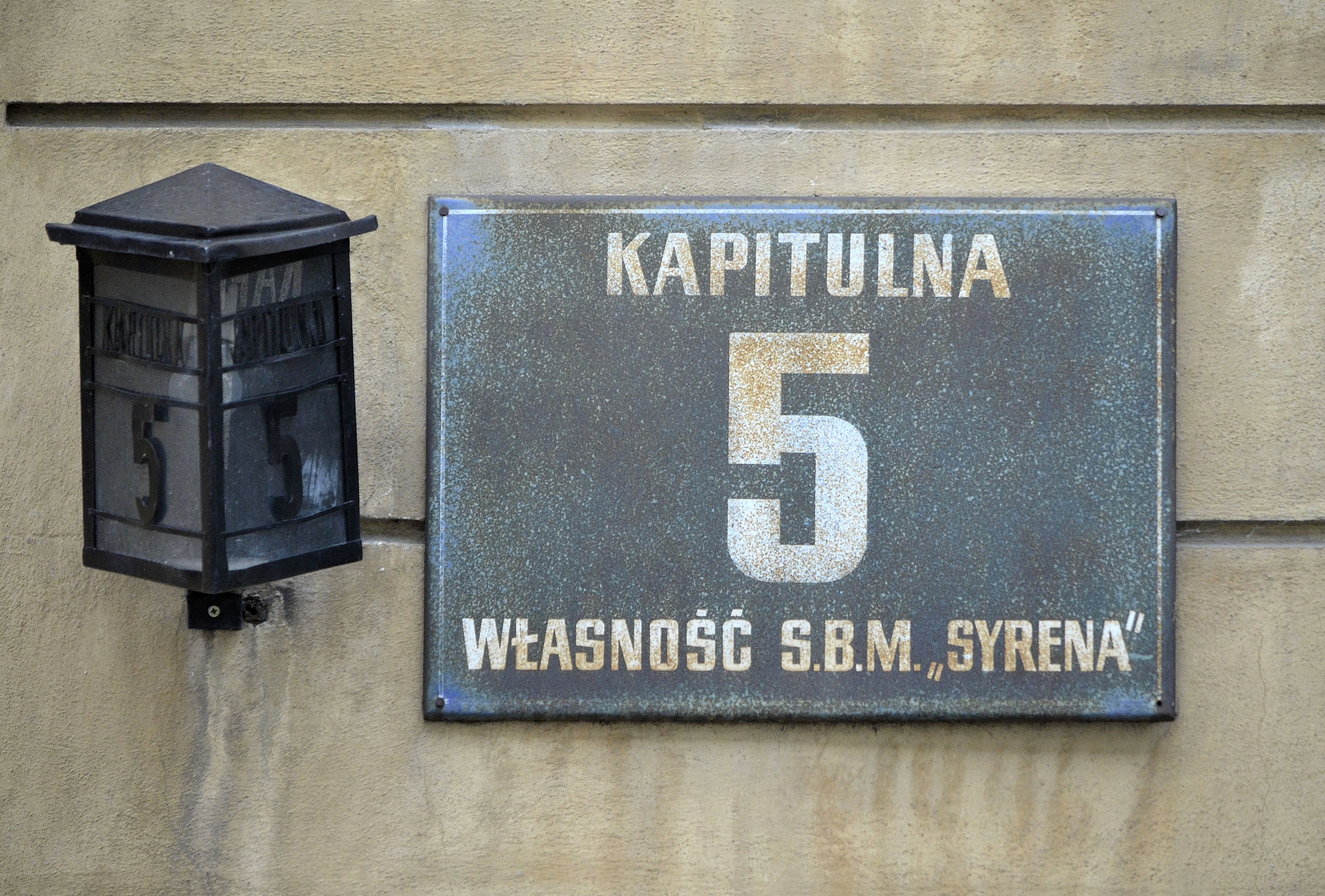
... oraz tablicy na budynku, wykonanej według wzoru zastąpionego w Warszawie przez system MSI

Tradycyjnie mieszkańcy dzielnicy dzielą Targówek na: Targówek (Targówek właściwy), Bródno – w tym wyróżnia się Nowe Bródno i Stare Bródno (kiedyś wieś Bródno Stare) funkcjonujące jednak dotychczas w świadomości mieszkańców dzięki oznaczeniu na mapach, Zacisze, podzielony przez linię kolejową na dwie części Elsnerów, co zadecydowało o dualizmie zabudowy, także Elsnerów w pobliżu ul. Krzesiwa i Lewinów traktowane są jako integralne części osiedla Zacisze; Targówek Fabryczny (Przemysłowy), w którego granicach lokuje się Utrata. Lasek Bródnowski oraz przyległe do niego tereny zostały włączone do rejonu MSI Bródno-Podgrodzie, autorzy podziału nie zdecydowali się wydzielić terenu jako osobny obszar (np. jak Las Kabacki). Dawne pole PGR-Bródno włączono do granic Targówka. Część osiedla Zacisze – określana mianem Lewinowa – nie została uwzględniona w podziale MSI. Tereny Kirkutu Praskiego, którego przynależność od lat wiązano z Bródnem, włączono do sztucznego rejonu Targówek Mieszkaniowy – przymiotnik ma odróżniać Targówek właściwy od nazwy dzielnicy.
Sztuczne nazwy i nowy podział powoli upowszechniają się, stosowane są zwłaszcza przez młode pokolenia i osoby spoza Warszawy, tym bardziej, że stosowane są w nowo wydawanych mapach i mediach.

### Żoliborz
Podział według MSI:
- Marymont-Potok
- Stary Żoliborz
- Sady Żoliborskie

Żoliborz Dziennikarski, Żoliborz Oficerski i Żoliborz Urzędniczy wchodzą w skład Starego Żoliborza. Przymiotnik „stary” dodano, aby odróżnić obszar MSI od dzielnicy, w skład której wchodzi. W granicach Sadów Żoliborskich znalazły się: fragment północnych Powązek, część terenów tzw. Przemysłowego Żoliborza oraz osiedle Zatrasie ulokowane na gruntach dawnego Burakowa i Powązek.

### Bielany
Podział według MSI:
- Chomiczówka
- Huta
- Las Bielański
- Młociny
- Marymont-Kaskada
- Marymont-Ruda
- Piaski
- Placówka
- Radiowo
- Słodowiec
- Stare Bielany
- Wólka Węglowa
- Wawrzyszew
- Wrzeciono

Marymont leży w granicach dwóch dzielnic, Bielan i Żoliborza. Bielanom właściwym dodano przymiotnik „Stary”, żeby odróżnić je od nazwy całej dzielnicy (część dzielnicy Wawer o tej samej nazwie pozostawiono w starej formie Wawer). Granice Chomiczówki wytyczono nieco na wyrost i włączono w nie Stary Wawrzyszew (pomiędzy ul. Conrada, Reymonta i Wólczyńską); w rzeczywistości Chomiczówka znajduje się pomiędzy ulicami Conrada, Wólczyńską i Księżycową.

### Wilanów
Podział według MSI:
- Wilanów Wysoki
- Wilanów Niski
- Wilanów Królewski
- Błonia Wilanowskie
- Powsinek
- Zawady
- Kępa Zawadowska
- Powsin

Tradycyjny podział Wilanowa różni się znacząco od podziału MSI, w granicach obecnego rejonu Zawady znajdują się: Nadwilanówka, Nadwiślanka, Zawady właściwe, Bartyki. W granicach Powsina znalazły się: Zamość, Latoszki, Lisy, Kępa Latoszkowa. W granicach nowo utworzonych Błoń Wilanowskich (potocznie określanych jako Pola Wilanowskie) znajdują się: Wolica i Park Natoliński. W granicach nowo utworzonego Wilanowa Królewskiego ulokowany jest Morysin. Ponadto z Wilanowa wykrojono Wilanów Niski i Wilanów Wysoki – wcześniej niefunkcjonujący.

### Białołęka
Podział według MSI:
- Białołęka Dworska
- Brzeziny
- Choszczówka
- Dąbrówka Szlachecka
- Grodzisk
- Henryków
- Kobiałka
- Nowodwory
- Szamocin
- Tarchomin
- Żerań

W obszarze Nowodwory zawarto Tarchomin Kościelny, Winnicę, Kępę Tarchomińską, Kalenicę i Buchnik. Do Dąbrówki Szlacheckiej włączono Buków. Obszar Tarchomin zawiera Nowy Tarchomin, Anecin i Nowe Świdry. Sztucznie zwiększono obszar Henrykowa – w północnej części tego obszaru znajdują się Płudy, w południowej Wiśniewo. Żerań wchłonął Stare Świdry, Piekiełko, Tarchomin Fabryczny, Żerań Wschodni, Annopol i Marcelin.
Białołęka Dworska zawiera Dąbrówkę Grzybowską na południu i Michałówek w części północno-wschodniej.
Szamocin to faktycznie tylko północna część nazwanego tak obszaru MSI, w południowej znajduje się Tomaszew.
W granicach Kobiałki, która faktycznie zajmuje jedynie północny skrawek obszaru MSI, znajdują się Ruskowy Bród, Olesin, zachodnia część wsi Mańki-Wojdy (kiedyś Mańki), Augustówek i wschodnia część Maniek-Wojdów (kiedyś Wojdy). Rejon Grodzisk zawiera w sobie również Kąty Grodziski, Lewandów i Augustów. Brzeziny znajdują się w północnej części obszaru MSI o tej samej nazwie: na zachodzie znajduje się Konstantynów, na południu Aleksandrów, w centrum zaś – Białołęka, leżąca również na terenach obecnego Grodziska. Podział Białołęki dokonany został z użyciem bliżej niesprecyzowanego klucza; osiedla i dzielnice łączono dowolnie, równie dowolnie wybierano miejsce nadające nazwę całemu rejonowi MSI, nie zawsze znajdujące się w centrum.
Ze względu na charakterystyczny dualizm dzielnicy można wyróżnić tzw. Zieloną Białołękę – tereny wschodnie o zabudowie zdecydowanie rzadszej niż w części zachodniej.

### Rembertów
Podział Rembertowa według MSI:
- Kawęczyn-Wygoda
- Nowy Rembertów
- Stary Rembertów

W ramach podziału scalono ze sobą Kawęczyn i Wygodę, ponadto w granicach dzielnicy wyróżnia się: Czaplowiznę, Karolówkę (na południe od Magenty), okolice Czwartaków i I. Paderewskiego, Magentę (w łuku ul. Czwartaków i alei Sztandarów), Mokry Ług (w północnym cyplu Starego Rembertowa), Nową Wygodę, Zygmuntów, Kolonię Oficerską (w łuku ulic A. Chruściela „Montera” i alei Sztandarów).

### Śródmieście
Podział Śródmieścia według MSI:
- Muranów
- Nowe Miasto
- Powiśle
- Solec
- Stare Miasto
- Śródmieście Północne
- Śródmieście Południowe
- Ujazdów

Powiśle dzieli się na Mariensztat, Powiśle właściwe i Solec. W ramach podziału MSI wyodrębniono Solec, ale Mariensztat pozostawiono w granicach Powiśla. Stadion Legii Warszawa znalazł się w granicach Ujazdowa, ale w świadomości kibiców leży on na Powiślu. Na terenie Śródmieścia funkcjonują w języku potocznym takie miejsca jak MDM (Marszałkowska Dzielnica Mieszkaniowa), osiedle Za Żelazną Bramą, centrum czy Starówka, ale nie wymagają one wyszczególnienia.

### Bemowo
Podział według MSI:
- Bemowo-Lotnisko
- Boernerowo
- Chrzanów
- Fort Bema
- Fort Radiowo
- Górce
- Groty
- Jelonki Północne
- Jelonki Południowe
- Lotnisko

Obszar Górce dzieli się na Stare Górce – na zachodzie, i Nowe Górce na wschodzie. Na obszarze Jelonek Północnych
znajdują się Stare Jelonki i Osiedle Przyjaźń. W rejon MSI Chrzanów wpisano Karolin, Na Wyraju i Mory. W obszarze Bemowo-Lotnisko wyróżnia się Nowe Bemowo i Stare Bemowo – potocznie określane jako Bemowo.

### Wola
Podział według MSI:
- Czyste
- Koło
- Młynów
- Mirów
- Nowolipki
- Odolany
- Powązki
- Ulrychów

W granicach Koła znalazły się park Moczydło i osiedle o tej samej nazwie. Nie wyodrębniono obszaru Lasek na Kole (podobnie jak Lasku Bródnowskiego). Zachodni fragment Koła to historycznie Ulrychów. Na Ulrychowie (okolice ulic Pola, Jana Olbrachta) znajduje się część Starych Jelonek – błędnie włączona do tego rejonu MSI. Nazwa terenu „Ulrychów” nie pojawia się na mapach aż do momentu utworzenia podziału MSI Warszawy.
Część Muranowa – znajdująca się w granicach dzielnicy Wola została przemianowana na Nowolipki.
Zabrakło również wyznaczenia obszaru Woli Właściwej – centrum tego obszaru znajduje się w okolicach trójkąta Wolskiej, Kasprzaka i Towarowej.

### Ochota
Podział według MSI:
- Filtry
- Rakowiec
- Stara Ochota
- Szczęśliwice

Podział wyznaczono prawidłowo, jednakże na Ochocie znajduje się duża część Pola Mokotowskiego. Wśród wielu warszawiaków kontrowersje budzi obszar Filtry – obejmujący tereny kolonii Staszica, fragment kolonii Lubeckiego, tereny przylegające do centrum oraz samych filtrów Lindleya.

### Mokotów
Podział według MSI:
- Augustówka
- Czerniaków
- Ksawerów
- Służew
- Służewiec
- Sadyba
- Siekierki
- Sielce
- Stary Mokotów
- Stegny
- Wierzbno
- Wyględów

Obecne granice administracyjne Mokotowa są prawie identyczne z granicami sprzed II wojny światowej (z 1938 r.). W podziale nie uwzględniono Służewca Przemysłowego, a Stary Służew znajduje się w granicach administracyjnych Ursynowa. Dużą część Służewca oznaczono jako Służew. Ponadto tradycyjnie dzieli się Mokotów na Górny (Stary Mokotów, Wierzbno, Ksawerów, Wyględów, Służew, Służewiec, Służewiec Przemysłowy) i Dolny (Sielce, Czerniaków, Siekierki, Augustówka, Stegny, Sadyba). Granicą jest Skarpa warszawska.

### Włochy
Podział według MSI:
- Nowe Włochy
- Okęcie
- Opacz Wielka
- Paluch
- Raków
- Salomea
- Stare Włochy
- Załuski

W granicach Okęcia umieszczono Jadwisin i Zbarż. Gorzkiewki włączono do rejonu Paluch. W granicach Starych Włoch wyróżnia się: Budki Szczęśliwickie i Solipse.

### Wawer
Podział według MSI:
- Aleksandrów
- Anin
- Falenica
- Las
- Marysin Wawerski
- Miedzeszyn
- Międzylesie
- Nadwiśle
- Radość
- Sadul
- Wawer
- Zerzeń

Północny cypel obszaru Zerzeń to Zastów, na zachodniej części Zbytki, na południu znajdują się Kuligów i część Borkowa. W północno-wschodnim krańcu obszaru MSI Międzylesie znajduje się Wiśniowa Góra, na terenie Mazowieckiego Parku Krajobrazowego, na południe od Wiśniowej Góry ulokowana jest Szelągowizna. W północno-wschodnim krańcu rejonu MSI Radość znajduje się Zbójna Góra, na południu Nowy Miedzeszyn oraz w zachodnio-południowym krańcu jest Zagóźdź. Zachodnia część Falenicy to tak naprawdę Błota, a w północno-zachodnim krańcu można wyróżnić Zatrzebie. W nowym obszarze Nadwiśle ulokowano część Borkowa, Julianów, Skrzypki, Wólkę Zerzeńską i Miedzeszyn-Wieś. Anin dzieli się na Stary Anin i Nowy Anin. W granicach Miedzeszyna znalazł się również niewielki Elżbietówek. Największym błędem jest włączenie osiedla Stary Wawer do Marysina Wawerskiego, mieszkańcy Starego Wawra cały czas walczą o przywrócenie historycznej nazwy. Obszar Wawer łamie dotychczasową zasadę MSI że nazwa obszaru nie powinna posiadać identycznej nazwy jak dzielnica administracyjna, ten obszar często jest określany jako Nowy Wawer i taka nazwa wydaje się być prawidłowa. Obszary MSI w Wawrze ówczesna Rada Dzielnicy ustaliła na podstawie granic pomocniczych rad osiedlowych, nie wyróżniając osiedli Marysin Wawerski Północ i Marysin Wawerski Południe po północnej oraz południowej stronie ul. Korkowej.

### Wesoła
Podział według MSI:
- Groszówka
- Plac Wojska Polskiego
- Stara Miłosna
- Wesoła-Centrum
- Wola Grzybowska
- Zielona-Grzybowa

### Ursynów
Podział według MSI:
- Dąbrówka
- Grabów
- Jeziorki Północne
- Jeziorki Południowe
- Kabaty
- Natolin
- Pyry
- Skarpa Powsińska
- Stary Służew
- Stary Imielin
- Teren Wydzielony Rezerwat „Las Kabacki”
- Ursynów-Centrum
- Ursynów Północny
- Wyczółki

Na dzisiejszy Imielin składają się dwa obszary MSI – Stary Imielin (w całości) oraz część Ursynów-Centrum. Dzisiejsze Kabaty obejmują również częściowo tereny należące do dawnego folwarku i wsi Moczydło. Część Wolicy i Wyżyny znalazły się w granicach Natolina. Na Skraju włączono do obszaru Ursynów-Centrum; Jary i Stokłosy znalazły się w obszarze Ursynów Północny. Stary Służew wchłonął Zakopane. W rejonie Skarpa Powsińska znajdują się Janówek, Łęczyca oraz Kierszek. W Jeziorkach Południowych znajdują się zachodnia część Dąbrówki, Karczunek, Dawidy Poduchowne i Jeziorki Nowe. W Jeziorkach Północnych znajdują się Dawidy, Jeziorki Polskie i Ludwinów. W rejonie Grabów na zachodzie znajdują się Krasnowola i Grabówek. Obecne granice rejonu Wyczółki obejmują błędnie części Służewca i Nowego Służewca.

### Ursus
Podział według MSI:
- Czechowice
- Gołąbki
- Niedźwiadek
- Skorosze
- Szamoty

## W innych miastach
Tabliczki informacyjne na wzór warszawskiego systemu oznakowania wprowadzane są także m.in. w Łodzi w ramach Systemu Informacji Miejskiej w Łodzi, we Wrocławiu (System Informacji Miejskiej we Wrocławiu), w Szczecinie oraz w Bielsku-Białej (Miejski System Informacji).